# Michel-Ange – Molitor (Métro Paris)

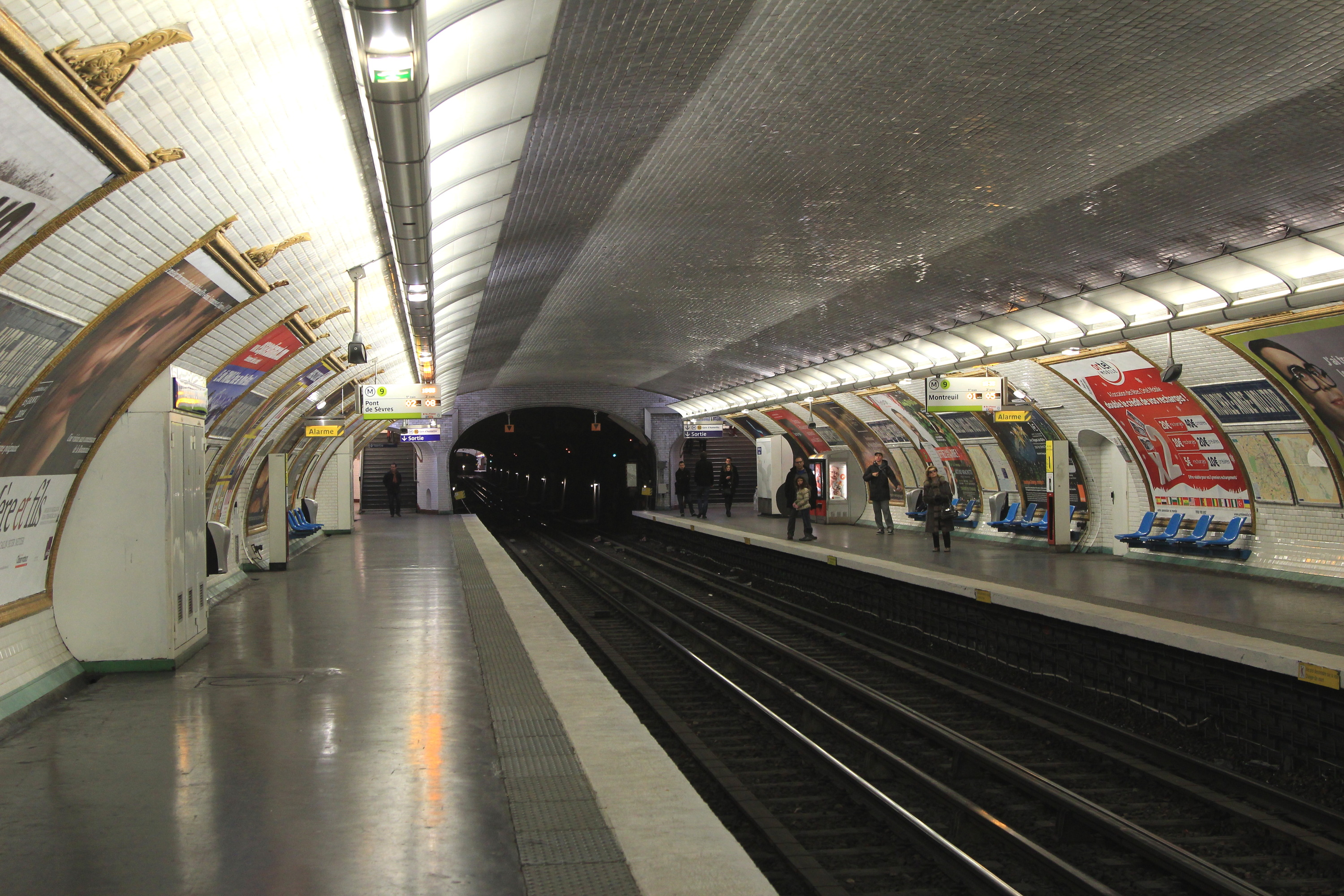
Station der Linie 9 mit Seitenbahnsteigen

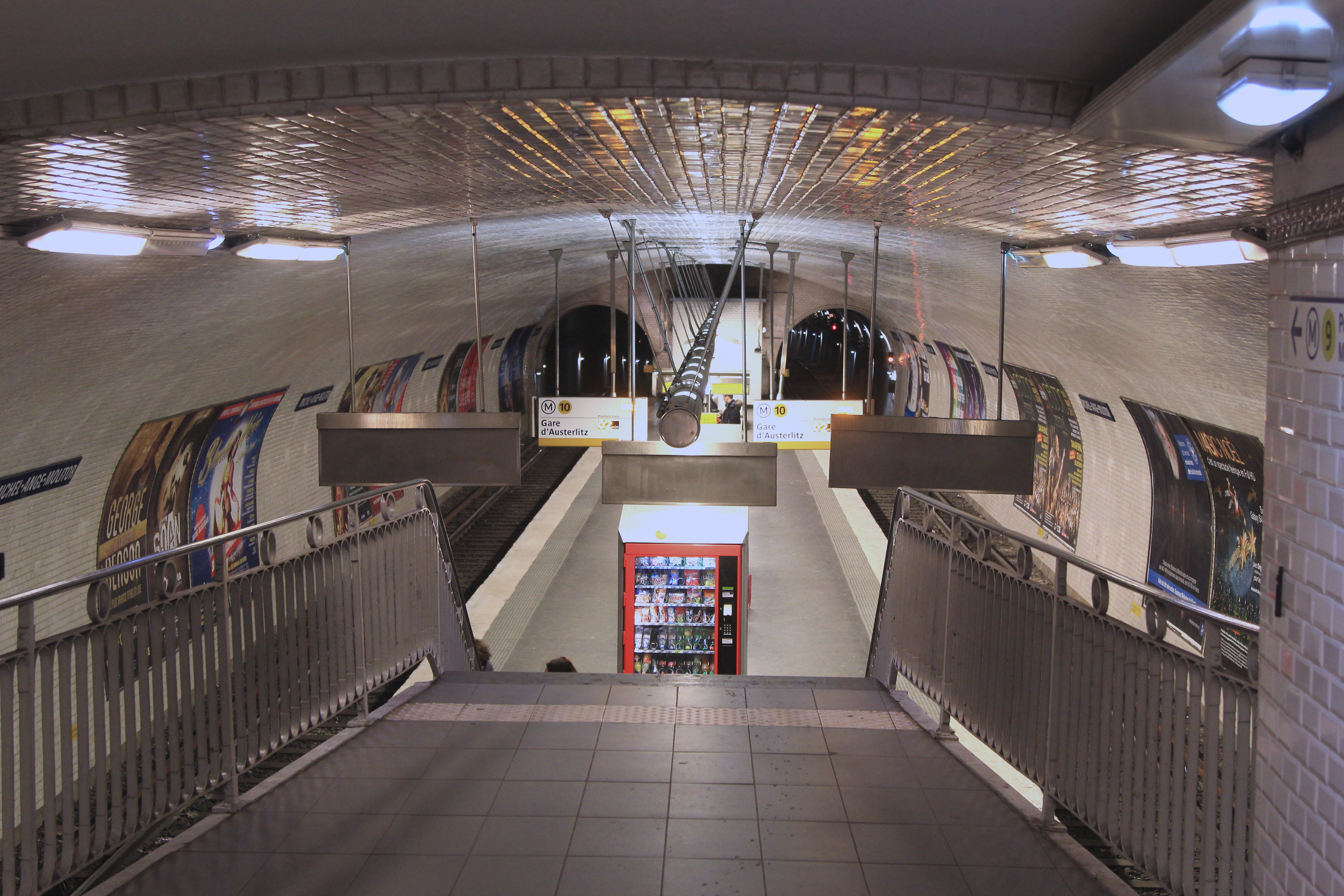
Station der Linie 10, links des Mittelbahnsteigs das Streckengleis aus Boulogne-Billancourt

Michel-Ange – Molitor [mikɛlɑ̃ʒ mɔlitɔʁ] ist ein unterirdischer Umsteigebahnhof der Pariser Métro. Er liegt im Quartier Auteuil des 16. Arrondissements von Paris und wird von den Métrolinien 9 und 10 bedient. An der Station der Linie 10 verkehren nur Züge in Richtung Gare d’Austerlitz.

## Name
Namengebend sind die Straßen Rue Michel-Ange und Rue Molitor. Der italienische Maler, Bildhauer, Architekt und Dichter Michelangelo (fr: Michel-Ange) gilt als einer der bedeutendsten Künstler und Wissenschaftler der Geschichte. Der Pair Gabriel Jean Joseph Molitor (1770–1849) war ein französischer Marschall.

## Lage
Der U-Bahnhof befindet sich an der Kreuzung der Rue Michel-Ange mit der Rue Molitor. Die Station der Linie 10 liegt westlich der Kreuzung längs unter der Rue Molitor, die der Linie 9 südlich der Kreuzung unter der Rue Michel-Ange.

## Geschichte und Beschreibung

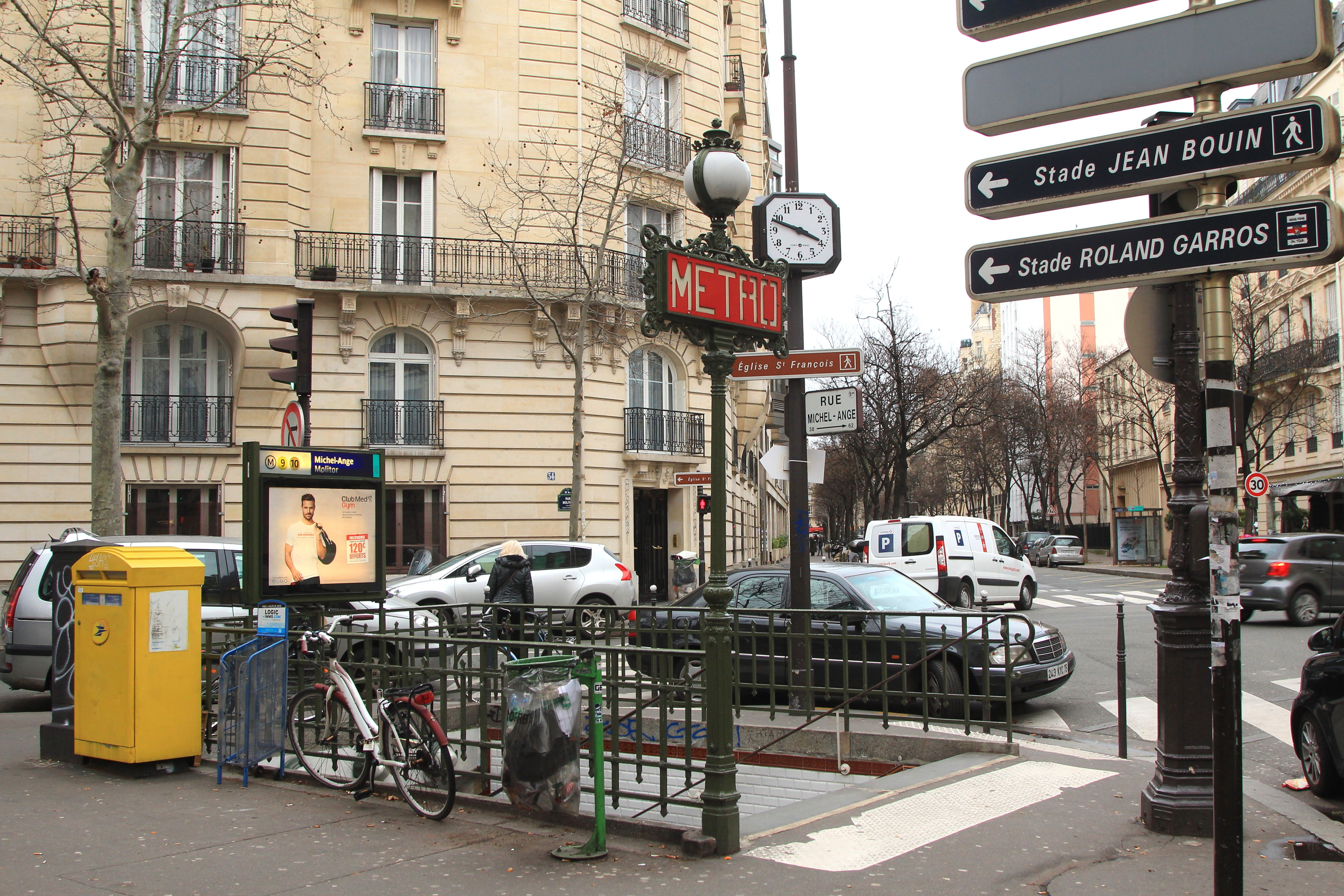
Einziger Zugang mit Kandelaber des Typs „Val d’Osne“

Beide Stationen wurden von der Bahngesellschaft CMP errichtet und sind jeweils 75 m lang. Sie liegen unter weiß gefliesten, elliptischen Gewölben, die Seitenwände folgen deren Krümmung.
Die Station der heutigen Linie 10 wurde am 30. September 1913 mit der Eröffnung der westlichen Verlängerung der Linie 8 in Betrieb genommen. Diese wurde damals von der Station Beaugrenelle (seit 1947: Charles Michels) nach Westen hin verlängert. Im Stadtteil Auteuil bildet sie eine große Endschleife, die im Zuge der Verlängerung der Linie bis Boulogne – Jean Jaurès 1980 im Regelverkehr aufgegeben wurde. Sie wird gegen den Uhrzeigersinn befahren.
Am 27. Juli 1937 wurde der Abschnitt der Linie 8 zwischen La Motte-Picquet – Grenelle und der damaligen Endstation Porte d’Auteuil, inklusive der Station Michel-Ange – Molitor, der Linie 10 zugeordnet. Sie verfügt über zwei Gleise an einem Mittelbahnsteig, die beide in West-Ost-Richtung befahren werden. Das südliche Gleis dient dem Regelverkehr aus Boulogne-Billancourt, das nördliche kann nur im Zuge der Endschleife von Porte d’Auteuil her befahren werden. Östlich der Station vereinigen sich die beiden Gleise.
Die Station der Linie 9 ging am 8. November 1922 in Betrieb. Sie weist zwei Gleise an Seitenbahnsteigen auf. Die beiden Linien kreuzen sich unter der genannten Straßenkreuzung, wobei die Linie 9 die Linie 10 unterfährt. Eine Gleisverbindung zwischen den beiden Strecken existiert nicht.
Der U-Bahnhof hat nur einen Zugang an der Kreuzung Rue Molitor / Rue Michel-Ange. Er ist durch einen Kandelaber des Typs „Val d’Osne“ markiert.

## Fahrzeuge
Beide Linien werden mit konventionellen Wagen betrieben, die auf Stahlschienen verkehren. Auf der Linie 9 verkehrte am 16. April 1983 der letzte Sprague-Thomson-Zug, danach wurde sie von Fahrzeugen der Baureihe MF 67 befahren. Seit 2013 werden jene allmählich durch die Baureihe MF 01 verdrängt.
Auf der Linie 10 verkehrt die Baureihe MF 67. Zwischen 1975 und 1994 liefen dort Züge der Baureihe MA, davor solche der Bauart Sprague-Thomson.